# FN (automóviles)
La compañía belga Fabrique Nationale d'Armes de Guerre (Fábrica Nacional de Armas de Guerra), también conocida a veces como Fabrique Nationale de Herstal, pero más conocida simplemente como «FN» o «Fabrique Nationale», fue fundada en Herstal, en las afueras de Lieja, en 1889. Además de las armas, fue durante muchos años un fabricante de motocicletas y de automóviles.
Este resumen se refiere a los automóviles. FN estuvo activa como fabricante de automóviles desde 1899 hasta finales de la década de 1930, lo que la convierte en la marca de automóviles más longeva de Bélgica.

## Historia

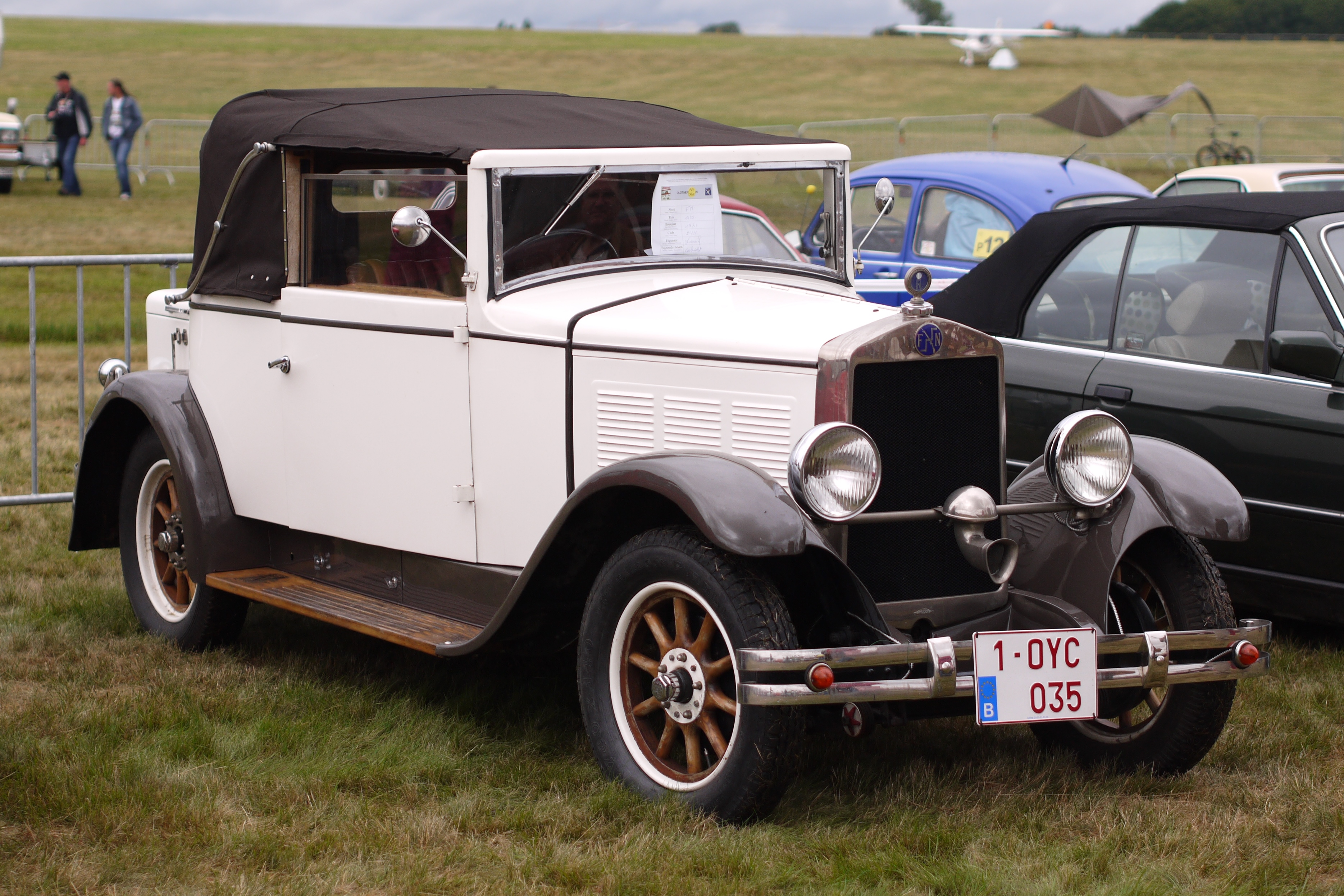
FN 11CV 1625 cabriolet (1931)

El primer automóvil FN se construyó en 1900. Se llamaba «Spider», pero a los ojos modernos se parece más a un carruaje sin caballos. Presentaba un motor de dos cilindros que impulsaba las ruedas traseras mediante una transmisión a cadena. En 1904 siguió un automóvil con motor de cuatro cilindros y 4000 cc, con una potencia de salida declarada de 10 kW (14 PS). Este automóvil ya incluía una columna de dirección en ángulo. El año siguiente vio la llegada del FN Typ 30-40, más lujoso. Los clientes incluían miembros de la familia real belga y del Shah de Persia.
El FN 6900 fue desarrollado a partir del Typ 30-40, impulsado por un motor construido bajo licencia de Rochet-Schneider. Los cilindros estaban fundidos en pares, mientras que la potencia se transfería al eje trasero a través de un embrague de disco y un eje de transmisión de acero. El automóvil fue diseñado para la comodidad, con una suspensión que utilizaba ballestas montadas tanto lateral como longitudinalmente.
Con el FN Typ 2000, el automóvil también ganó montajes de motor flexibles. Le siguió el Typ 2700 que, por primera vez, estaba propulsado por motores diseñados y construidos por FN.
La producción de automóviles se reanudó después de la Primera Guerra Mundial, y el Typ 2700a, ahora equipado con un arranque eléctrico, un tacómetro y lubricación de chasis «automática». El motor fue construido en gran parte de aluminio. Otras modelos introducidos fueron el FN Typ 1950 y el FN Typ 1250A mejorado y, más tarde, el FN 1250T con un sistema eléctrico completamente funcional, un motor de cuatro cilindros que producía 11 kW (15 PS) y una transmisión de tres velocidades.
El FN Typ 1250 fue seguido por el FN Typ 1300, disponible en 3 versiones diferentes denominadas «A», «B» o «C». Técnicamente, todos eran idénticos, pero con diferentes distancias entre ejes y niveles de equipamiento. Estaban propulsados por un motor de 4 cilindros y 1327 cm³ con árbol de levas lateral y válvulas a la cabeza. Los coches se entregaron con neumáticos anchos «Balloon» de baja presión y frenos en las cuatro ruedas. Posteriormente, la gama se amplió con la llegada del FN Typ 1300D con transmisión de cuatro velocidades, seguido del Typ 1300E con vía ensanchada y el FN Typ 1300Sp desarrollado para conducción deportiva. El modelo tuvo mucho éxito.
El FN Typ 2150 era, según los estándares de la época y el lugar, un automóvil de gama media con un motor de cuatro cilindros de aproximadamente 1,5 litros y transmisión de cuatro velocidades. En la parte superior de la gama llegó el FN Typ 3800, que se produjo solo en cantidades muy pequeñas. Sin embargo, un chasis Typ 3800 reforzado formó la base de un camión pequeño.
El año 1927 vio el lanzamiento del FN 10CV, que se fabricó durante tres años. Fue reemplazado en 1930, en medio de la celebración de los primeros treinta años del fabricante como fabricante de automóviles, por el FN 11CV, un automóvil técnicamente bien equipado que destaca por sus características de conducción deportiva. También estaba disponible una furgoneta de reparto basada en el 11CV. Más arriba en la jerarquía del mercado, FN también ofrecía en ese momento un prestigioso automóvil de ocho cilindros.
El sucesor del FN 11CV apareció en 1931 en la forma del FN 11CV 1625 que, a pesar de estar todavía dentro de la misma banda de impuestos de automóviles de 11CV, contaba con un motor más grande. A principios de la década de 1930, FN producía 16 modelos diferentes, lo que provocó dificultades económicas. Por lo tanto, a partir de 1930 solo se construyeron dos nuevos modelos. Estos recibieron el nombre del nieto mayor del rey Balduino de Bélgica y su hermano menor, el «FN Príncipe Balduino» y el «FN Príncipe Alberto». Los dos coches compartían el mismo motor de 11 CV pero presentaban carrocerías diferentes.

## Fabricación después del final de la producción de turismos
Después de que la producción de automóviles de pasajeros llegó a su fin, la compañía continuó activa como productor de motocicletas hasta mediados de la década de 1960. La producción de vehículos comerciales también continuó hasta después de la guerra, y FN estuvo construyendo trolebuses hasta principios de la década de 1960.